# Hans Söhngen
Hans Söhngen (* 22. Mai 1895 in Frankfurt am Main; † 3. September 1985 in Wiesbaden) war ein deutscher Lehrer, Sportler und Sportfunktionär. Von 1933 bis 1938 stand er Eintracht Frankfurt vor.

## Leben
Söhngens Vater, Andreas Bernhard Söhngen, war Kunstmaler. Er selbst besuchte die Pestalozzi-Schule in Frankfurt am Main und begann 1910 eine Ausbildung zum Volksschullehrer in Montabaur. 1915 trat er ins Militär ein und gehörte bis zum Ende des Ersten Weltkriegs dem Reserve-Infanterie-Regiment 64 an. Er diente als Stoßtruppführer. Nach Kriegsende wurde er als Leutnant entlassen und schloss sich dem monarchistischen Nationalverband Deutscher Offiziere (NDO) sowie dem Alldeutschen Verband (AV) an. 1919 bis 1920 brachte er seine Ausbildung als Volksschullehrer mit dem ersten Examen in Fulda und dem zweiten Examen in Frankfurt zu Ende. Wegen der Wirtschaftskrise und des Geburtenrückgangs in der Nachkriegszeit, konnte Söhngen jedoch lange Jahre keine endgültige Anstellung finden. Erst 1929 bekam er eine feste Stelle als Volksschullehrer an der Brentanoschule in Rödelheim.
Ab 1913 war Söhngen Mitglied beim Frankfurter FV, der 1913 mit der Turngemeinde Frankfurt zur Turn- und Sportgemeinde Eintracht Frankfurt fusionierte. 1924 wechselte Söhngen zum FSV Frankfurt. Als Sportler trat er selbst vor allem als Leichtathlet, Fußballer und Rugby-Spieler hervor. Seit 1925 hatte Söhngen auch verschiedene Ämter in Sport-Verbänden inne, er war darüber hinaus geprüfter Fußballschiedsrichter und Leichtathletikkampfrichter.
1931 wurde er Mitglied der NSDAP und der SA. In den folgenden Jahren engagierte er sich auch im Nationalsozialistischen Lehrerbund (NSLB) in Frankfurt. 1932 nutzte Söhngen seine Parteikontakte, um sich gegen eine bevorstehende Versetzung zu wehren. Diese konnte er schließlich bis zur nationalsozialistischen Machtergreifung im Januar 1933 hinauszögern und sie dann abwenden.
Unter dem nationalsozialistischen Regime stieg Söhngen rasch in der SA und als Sportfunktionär auf. Er wurde Presse- und Sportwart der SA-Standarte 63 und Assistent des Stadtturnrats Heinrich Echternach. Im Juli 1933 wurde er stellvertretender Leiter der Pestalozzischule in Frankfurt-Riederwald. Im Sommer 1933 kehrte er zur Frankfurter Eintracht zurück und nach dem Tod des „Vereinsführers“ Graf von Beroldingen im Oktober 1933 rückte Söhngen auf seinen Posten nach, zunächst kommissarisch. Unter seiner Leitung passte sich der Verein weiter an die nationalsozialistischen Vorgaben an. 1934 wurde zum SA-Sturmführer befördert, 1935 Stadtturnrat und städtischer Beamter auf Lebenszeit.
Nach den Olympischen Spielen 1936 begann Söhngens persönlicher Niedergang. Gerüchte über eine außereheliche Affäre sowie Vorwürfe von Vetternwirtschaft, Machtmissbrauch und Vereinsschädigung führten zu internen Ermittlungen der SA-Gruppe Hessen. Söhngen wurde im August 1938 aus der SA ausgeschlossen. Er musste auch seine Ämter in der Sportverwaltung abgeben und trat vom Amt des „Vereinsführers“ von Eintracht Frankfurt zurück. 1940 führte ein Ehrenverfahren auch zu seiner Entlassung aus dem Offizierskorps der Wehrmacht. Söhngen trat im Mai 1940 als Kriegsfreiwilliger im Rang eines einfachen Soldaten in die Wehrmacht ein und diente zunächst bei der Brückenkolonne 624 in Frankreich, ab Oktober 1940 in Rumänien und vermutlich ab 1941 beim Ostfeldzug in der Sowjetunion. 1942 wurde er zum Hauptmann der Reserve befördert, 1944 zum Major.
Im Juni 1945 wurde er als NSDAP-Mitglied aus dem städtischen Dienst entlassen. Spätestens ab September 1945 hielt Söhngen sich dann wieder in Frankfurt auf. Von 1946 bis 1948 lief der Entnazifizierungsprozess gegen ihn, in dem er seinen sozialen Abstieg seit 1938 mit seiner angeblichen Gegnerschaft gegen den Nationalsozialismus begründete. Hierzu finden sich jedoch keine Quellen aus der Zeit vor 1945. 1948 wurde er in die Gruppe der Mitläufer eingestuft.
1950 übernahm Söhngen eine Vertretungsstelle als Turnlehrer an der Riederbergschule in Wiesbaden-Nordost, ab 1953 eine Festanstellung. 1954 zog er mit seiner Familie nach Wiesbaden. 1960 trat er in den Ruhestand. 
1949 erhielt er die Goldene Ehrennadel des Vereins Eintracht Frankfurt.